# 4334 Foo
4334 Foo este un asteroid din centura principală, descoperit pe 2 septembrie 1983, de Henri Debehogne.